# Sigo soñando...
Sigo soñando... es la segunda grabación del grupo burgalés Último Gobierno. En 1991 la banda se desplaza a Zaragoza para grabar lo que iba a ser su primer LP en solitario, tras el disco compartido con Ruido de Rabia. Comparado con el disco anterior, la banda gana en potencia, al tener dos guitarristas, y en su estilo se nota cierta influencia del hardcore old school, en detrimento del D-beat de sus inicios. Cuando todavía no estaba terminada la grabación, Tomás (voz) y Mary (bajo) tienen que dejar el grupo por motivos de trabajo, con lo que tres temas quedan grabados como instrumentales, sin las voces. Estos problemas hacen que la grabación no sea editada y quede olvidada, hasta que en el año 2000 es finalmente publicada por el sello burgalés Backside Records. Se realizaron alrededor de unas 3.000 copias.

## Canciones
1. Intro
2. No más
3. Sigo soñando
4. Sin título (Instrumental)
5. Buscado por la autoridad judicial
6. ¿Tienes problemas?
7. Eskúpelo (Instrumental)
8. Se que esto no es así
9. Sombras
10. Aprovecha tu momento
11. Diversión
12. Exterminio (Instrumental) - Outro